# Луї-Франсуа де Буфлер
Луї-Франсуа де Буфлер (фр. Louis François de Boufflers; 10 січня 1644 — 22 серпня 1711) — військовий та державний діяч Французького королівства, 1-й герцог Буфлер, маршал Франції.

## Життєпис
Походив зі знатного пікардійського роду Буфлер. Молодший син графа Франсуа де Буфлера. Народився у 1644 році у Крійоні. Невдовзі отримав звання графа Кан'ї. Обрав військову кар'єру. Почав службу 1663 року під орудою Людовика де Конде та Анрі де Тюренна. Першою кампанією була облога Марсали. 1664 року був учасником походу на острів туніських піратів Джиджелі. У 1667—1668 роках відзначився під час Деволюційної війни. 1669 року призначено полковником драгунів.
1670 року під орудою маршала Франсуа де Крекі брав участь в окупації герцогства Лотаринзького. Відзначився під час Голландської війни, отримавши звання бригадира — 1675 року (за вміле командування тиловою охороною під час відступу після битви біля Нідер-Сасбасі), табірного маршала (на кшталт генерал-майора) — 1677 року.
1687 року призначено губернатором Меца, Туля і Вердена. З початком Війни Аугсбурзької ліги у вересні 1688 року успішно зайняв Кайзерслаутерн і Шпейєр, а у вересні — Крейцнах, Нойштадт Вормс й Оппенгайм, жовтні — сильно зміцнений Майнц. Слідом за цим захопив Трір, Бонн, Нейс, Кайзерсверт, бомбардував Кобленц та Еренбрайнштайн. 1689 року прикривав Мозельсько-Мааський напрямок
У 1690 році сприяв перемозі у битві при Флерюсі, вчасно з'єднавшись з маршалом де Люксембургом. 1691 року стає генерал-лейтенантом. Був поранений під час атаки на Монс в Іспанських Нідерландах. 1692 року очолив полк французької гвардії. Того ж року звитяжив у битві біля Стенкірке. Брав участь в облозі Намюра та бомбардував Шарлеруа. 1693 року оженився з представницею знатного роду Грамон. Того ж року звитяжив у битві біля Фурне та здобув Верке. Невдовзі отримав звання маршала Франції. 1694 року після смерті старшого брата Генріха стає графом Буфлер. Невдовзі був призначений губернатором Французької Фландрії та міста Лілль. 1695 року очолював оборону Намюра від військ штатгальтера Вільгельма III Оранського. Втім через помилки маршала Франсуа де Невіля після 2-місячної облоги вимушен був здатися, втративши 8 тис. солдатів (супротивник — 20 тис.). Згодом стає герцогом.
Невдовзі після початку Війни за іспанську спадщину в 1702 році очолив Фландрську армію. Невдовзі переміг голландців у битві під Неймегеном. Але 1704 року його змусив відступити Джон Мальборо. Невдовзі призначено очільником королівської гвардії. 1708 року брав участь у битві біля Аденаурде. Невдовзі керував обороною Лілля від військ Євгена Савойського. 1709 року очолив армію в битві біля Мальплаці після поранення маршала де Віллара. Зумів врятувати гармату, обоз та рештки армії. Невдовзі пішов у відставку. Помер 1711 року в Фонтенбло.

## Родина
Дружина — Катерина-Шарлотта, донька Антуана IV, герцога де Грамон
Діти:
- Жозеф Марі (1706—1747), 2-й герцог Буфлер, генерал-лейтенант
- Шарлотта-Жулі, абатиса монастирі в Авені